# Метод решёточных уравнений Больцмана
Методы решёточных уравнений Больцмана (англ. Lattice Boltzmann methods, LBM) — класс методов вычислительной гидродинамики для моделирования жидкостей. В отличие от многих других методов, этот метод не решает уравнения Навье — Стокса, а моделирует поток ньютоновской жидкости дискретным кинетическим уравнением Больцмана. Столкновения зачастую учитываются с помощью модели Бхатнагара — Гросса — Крука. Методы решёточных уравнений Больцмана удобны благодаря их концептуальной и вычислительной простоте, но их использование ограничено малыми скоростями и тем, что они обладают неустойчивым поведением на границе подвижных тел.

## Алгоритм
Методы решёточных уравнений Больцмана рассматривают жидкость как совокупность относительно небольшого числа частиц, причём на каждом шаге рассматривается их распространение и столкновения (релаксация).
В каждой ячейке решётки поток жидкости рассматривается как совокупность элементарных потоков (например, идущих в соседние и следующие за соседними ячейки).
Релаксация: {\displaystyle f_{i}^{t}({\vec {x}},t+\delta _{t})=f_{i}({\vec {x}},t)+{\frac {1}{\tau _{f}}}(f_{i}^{eq}-f_{i})}
Распространение потоков: {\displaystyle f_{i}({\vec {x}}+{\vec {e}}_{i}\delta _{t},t+\delta _{t})=f_{i}^{t}({\vec {x}},t+\delta _{t})}

## Программное обеспечение
- OpenLB
- XFlow
- waLBerla
- Advanced Simulation Library:[1] бесплатное (AGPLv3) аппаратно ускоренное ПО (C++ API, внутренний движок на OpenCL)
- ANSYS Discovery Live (вычисления посредством графического процессора, т. е. GPU)